# Banca Romana
La Banca Romana, fondée en 1834 à Rome, en Italie sous forme de société anonyme par actions, était l'une des six banques italiennes régionales qui avaient reçu en 1842 le droit d'émettre des billets au XIXe siècle. 
Les cinq autres étaient la Banca Nazionale del regno d'Italia, la Banca Nazionale toscana, la Banca toscana di credito, le Banco di Napoli et le Banco di Sicilia.
La Banca Romana est alors décrite comme une « copie de toutes les banques d'escompte connues ».  Le marquis Lodovico Potenziani (1784-1854), riche propriétaire du domaine de Rieti et personnage d'un roman de Stendhal, est l'un des premiers gouverneurs de la Banca Romana. L'établissement a été mis en difficulté par les événements de 1849 en Italie. Une nouvelle banque romaine, la Banca dello Stato Pontifido, constituée en 1851, a pris le relais, avec des succursales à Ancone et à Bologne et repris le nom de l'ancienne banque. En 1873, son capital est très modeste, avec seulement cinq millions de lires, 30 fois moins que la banque nationale, ce qui en fait une action très spéculative. 
En 1892 fut révélée au Parlement italien un scandale impliquant la Banca Romana, qui avait doublé la monnaie mise en circulation, en émettant illégalement des billets de banque au-delà de son plafond, numérotés comme des billets légaux, pour faire aux constructeurs de quartiers nouveaux des avances très élevées. Ce « scandale de la Banca Romana », sorte de scandale de Panama italien avec des bilans falsifiés, a éclaté en décembre 1892 et abouti à la faillite de la banque, à une crise politique et le départ de Giovanni Giolitti alors président du Conseil italien, ainsi qu'à la fin provisoire de la convertibilité de la lire italienne. Elle fut mise en liquidation. Cette « crise des banques » italienne emporta au même moment deux autres banques, le Crédit mobilier italien et la Banque générale.